# Грин-Ривер (приток Колорадо)

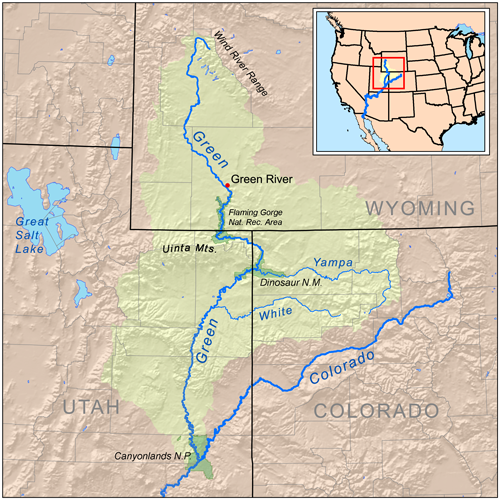
Карта бассейна реки Грин-Ривер

Грин-Ривер (англ. Green River) — река на юго-западе штата Вайоминг, северо-западе Колорадо и востоке Юты, США. Длиннейший приток реки Колорадо. Составляет 1175 км в длину; площадь бассейна — 124 578 км². Средний расход воды — 173 м³/с.
Берёт начало на севере округа Сублетт штата Вайоминг, в районе горного хребта Уинд-Ривер, на территории национального леса Бриджер-Титон. Течёт в южном и юго-восточном направлениях через округа Сублетт, Линкольн и Суитуотер штата Вайоминг; вблизи города Ла-Бардж на реке имеется водохранилище Фонтенелл, сформированное одноимённой плотиной. Протекает мимо города Грин-Ривер и на границе со штатом Юта образует водохранилище Флейминг-Гордж. К югу от плотины река резко поворачивает на восток, делая петлю вокруг восточной оконечности гор Юинта и при этом пересекая границу со штатом Колорадо и возвращаясь обратно на территорию Юты. Здесь Грин-Ривер протекает через каньон Лодор и принимает крупный левый приток Ямпа. Далее течёт в юго-западном и южном направлениях, вдоль южной стороны хребта Юинта, через каньон Уирпул. Протекает через индейскую резервацию Юинта-энд-Юрей. В двух милях к югу от города Юрей река принимает приток Душейн, а в 5 км ниже её — приток Уайт-Ривер. Ещё в 10 милях ниже по течению в Грин-Ривер впадает река Уиллоу. Далее река протекает через каньоны Десолейшен и Грей, общей протяжённостью 192 км. В каньоне Грей принимает приток Прайс, а ниже, на юге округа Эмери, принимает приток Сан-Рафел. На востоке округа Уэйн протекает через национальный парк Каньонлендс, на территории которого и впадает в реку Колорадо.
Ширина реки составляет от 30 до 100 м в верхнем течении и до 460 м в нижнем течении. Глубина составляет от 1 до 15 м. Высота устья — 1181 м над уровнем моря.

## Галерея

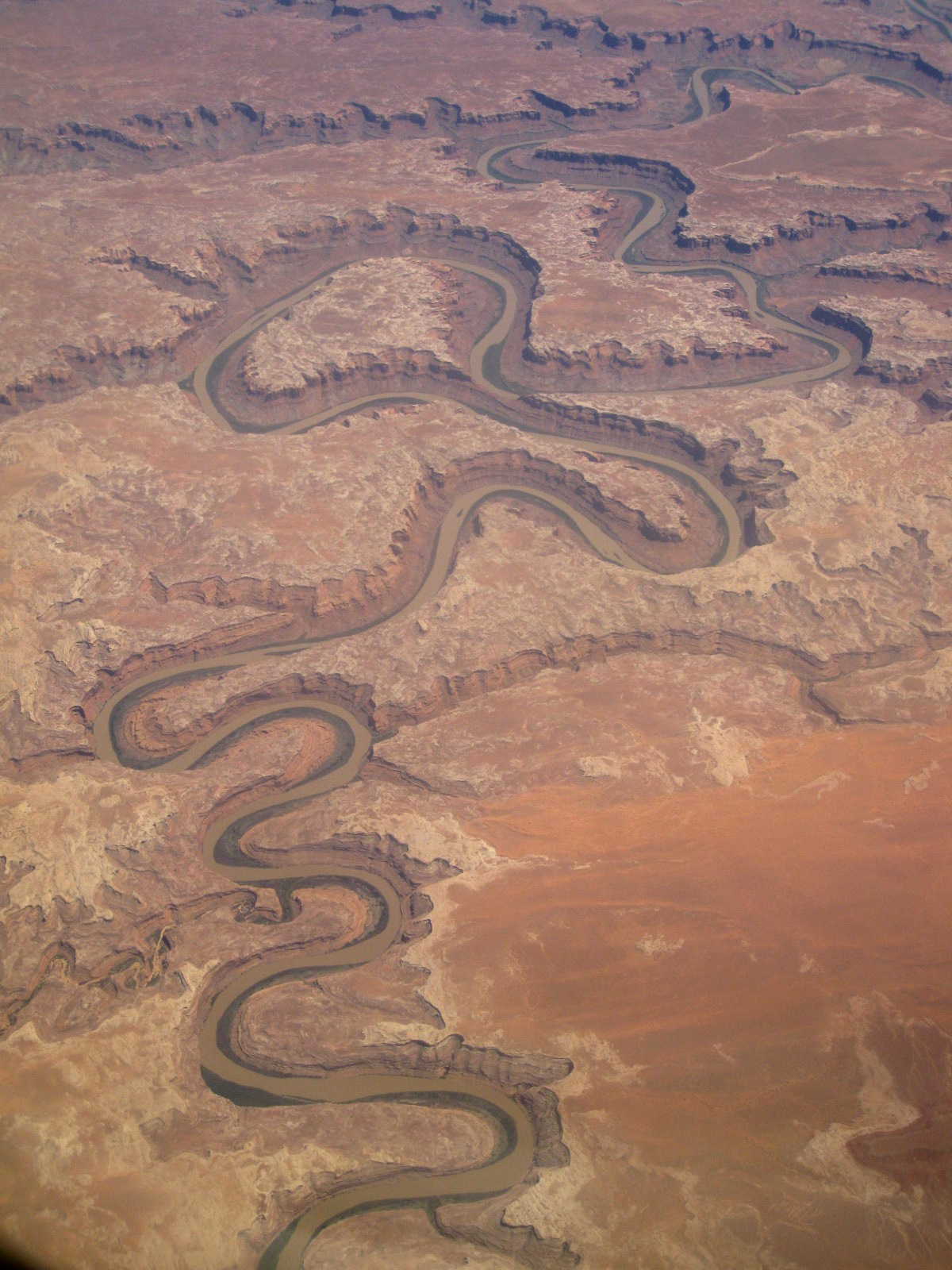
Грин-Ривер, вид с воздуха
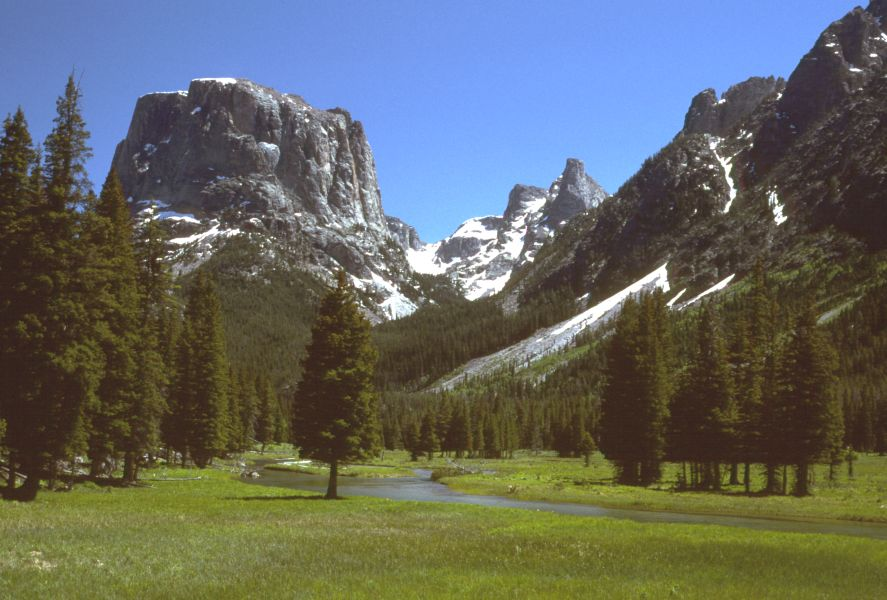
Верховья реки
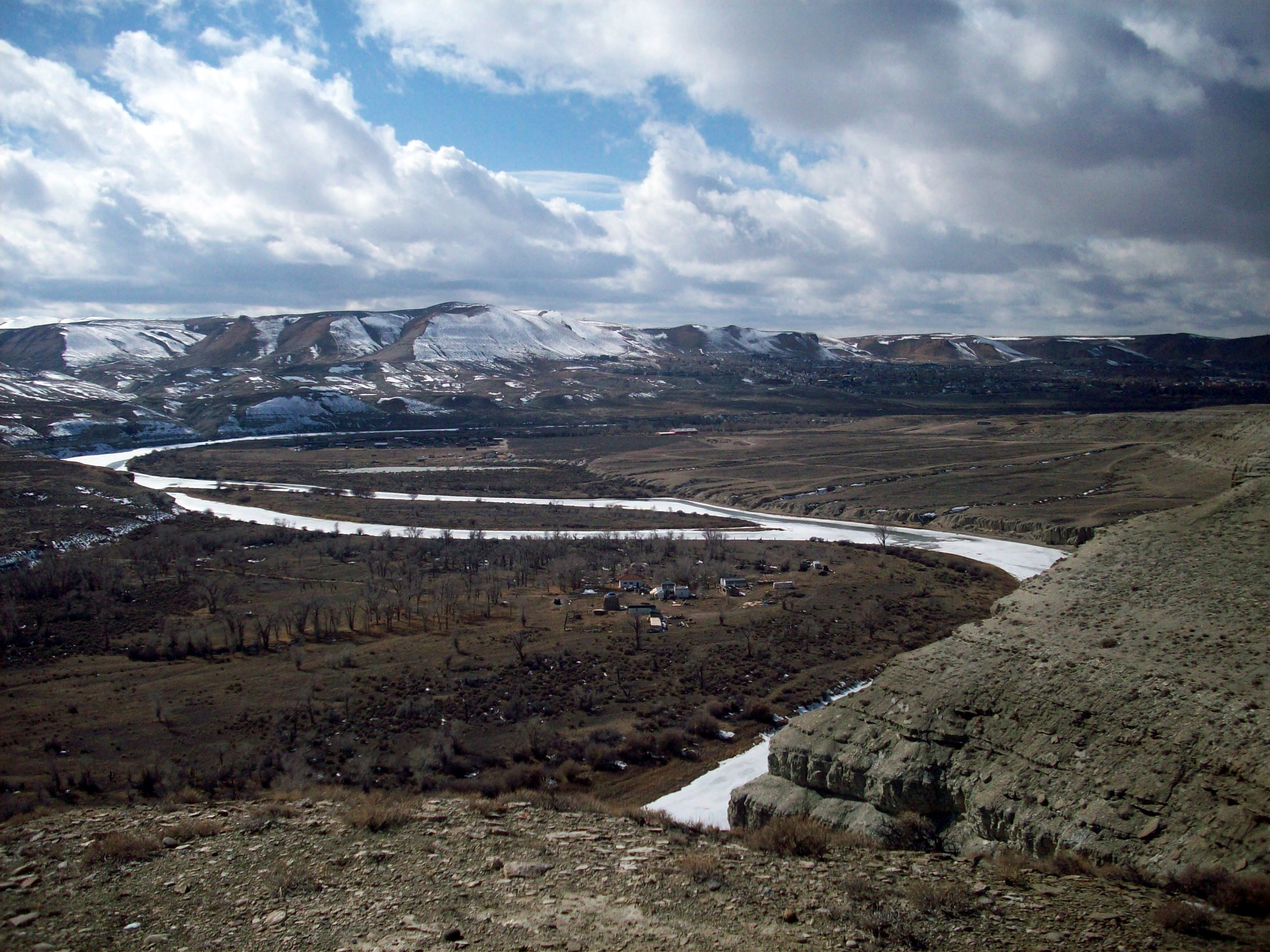
Грин-Ривер в штате Вайоминг